# سنور معرق
القط الرخامي الآسيوي هو أحد أنواع السنوريات الممثل الوحيد لجنس السنور النمري التي يتشابه حمضها النووي مع جنس القطط الجديدة.
تعيش في الغابات المطيرة الآسيوية في كل من بورنيو وسومطرة وتايلند حتى النيبال.